# (266051) Hannawieser
(266051) Hannawieser est un astéroïde de la ceinture principale.

## Description
(266051) Hannawieser est un astéroïde de la ceinture principale. Il fut découvert le 1er juillet 2006 à Winterthour par Markus Griesser. Il présente une orbite caractérisée par un demi-grand axe de 3,16 UA, une excentricité de 0,22 et une inclinaison de 26,1° par rapport à l'écliptique.

## Compléments